# Напреженово-регулираща лампа
Напреженово-регулираща лампа е вид електронна лампа, предназначена да поддържа постоянно напрежение в терминали в диапазон от токове. Тези елементи имат студен катод и съдържат газове при ниско налягане, а не конвенционалния висок вакуум, използван в други електронни лампи. Основни характеристики на този прибор са нисък изходен импеданс, ниско изходно напрежение и постоянство на изходното напрежение с променящо се изходно натоварване и входно напрежение. Свързаният в основата джъмпер между двойка щифтове в електронния прибор, което осигурява на проектанта няколко възможни връзки, за да се осигури защита на свързаните компоненти в случай, че регулаторът се извади от контакта.